# 256 Walpurga
Walpurga (asteroide 256) é um asteroide da cintura principal com um diâmetro de 63,34 quilómetros, a 2,7866122 UA. Possui uma excentricidade de 0,0709074 e um período orbital de 1 897,25 dias (5,2 anos).
Walpurga tem uma velocidade orbital média de 17,19823913 km/s e uma inclinação de 13,31129º.
Esse asteroide foi descoberto em 3 de Abril de 1886 por Johann Palisa.
Este asteroide foi nomeado em homenagem a Santa Valburga.